# Henri de Raincourt
Pour les articles homonymes, voir Raincourt (homonymie).
Henri de Raincourt, né le 17 novembre 1948 à Saint-Valérien, est un homme politique français.
Sénateur de l'Yonne de 1986 à 2009, il est ministre chargé des Relations avec le Parlement de 2009 à 2010 puis ministre chargé de la Coopération jusqu’en 2012. Après son départ du gouvernement, il retrouve son mandat de sénateur de l'Yonne.

## Biographie

### Origines et formation

Armoiries de la famille de Raincourt: De gueules à la croix d'or cantonnée de dix-huit billettes du même ordonnées 5, 5, 4 et 4.

Exploitant agricole de profession, Henri de Raincourt est le fils de Philippe de Raincourt (1909-1959), sénateur de l'Yonne entre 1948 et 1959, mort dans un accident de voiture alors que son fils a dix ans. Les grand-père et arrière-grand-père d'Henri de Raincourt ont été conseillers généraux tandis qu'il est le gendre de Jacques Piot, sénateur puis député de l'Yonne. 
Originaire du pays de Jussey (Franche-Comté), la famille de Raincourt est d'extraction chevaleresque. Henri de Raincourt, en qualité de chef de famille, porte régulièrement, en vertu de lettres patentes de 1719 le titre de « marquis de Raincourt »,. Il est également un descendant en ligne féminine du marquis de Sade,.
Henri de Raincourt est diplômé de l'École supérieure d'ingénieurs et de techniciens pour l'agriculture (aujourd'hui Institut polytechnique UniLaSalle).

### Parcours politique
À l'instar de son père, Henri de Raincourt s'engage en politique. Membre des Républicains indépendants (puis du Parti républicain et de Démocratie libérale), il est élu maire de Saint-Valérien en 1977. Il entre au conseil général de l'Yonne en 1982, dont il est le premier vice-président en 1988 puis le président de 1992 à 2008.
Il est élu le 28 septembre 1986 sénateur de l'Yonne, et réélu le 24 septembre 1995, porté alors à la présidence du groupe RI au Sénat après avoir été secrétaire de la chambre de 1989 à 1995. Ayant intégré l'UMP en 2002, il devient vice-président délégué du groupe UMP au Sénat. Après sa réélection du 26 septembre 2004, il envisage de se porter candidat à la présidence du Sénat face à Christian Poncelet, mais il y renonce. Il conserve la vice-présidence déléguée du groupe parlementaire jusqu'au 15 janvier 2008, quand il en devient président. 
Il est nommé ministre délégué aux relations avec le Parlement lors du remaniement gouvernemental du 23 juin 2009 en remplacement de Roger Karoutchi. Dans le même temps, il continue à bénéficier pendant vingt et un mois d'un virement mensuel de 4 000 euros depuis un compte HSBC du groupe UMP du Sénat, ce que le sénateur PS Jean-Pierre Sueur considère comme « contraire à la séparation des pouvoirs ». La justice a ouvert une information judiciaire pour abus de confiance, blanchiment et détournement de fonds publics.
En janvier 2013, dans le cadre de la direction « partagée » entre Jean-François Copé et François Fillon, il devient vice-président de l’UMP avec cinq autres personnalités du parti, en plus du vice-président délégué Luc Chatel, en poste depuis novembre 2012.
Il soutient François Fillon pour la primaire présidentielle des Républicains de 2016.

## Affaires judiciaires

### Déclaration de patrimoine
Le 11 juillet 2016, la Haute Autorité pour la transparence de la vie publique (HATVP) annonce avoir saisi la justice du fait d’un « doute sérieux » concernant les déclarations de patrimoine du sénateur. « Au regard des différents éléments dont elle a connaissance », la HATVP estime qu’il existe « un doute sérieux quant à l’exhaustivité, l’exactitude et la sincérité de ses déclarations, du fait de l’omission d’une partie substantielle des revenus perçus par M. de Raincourt, à l’époque notamment de ses fonctions ministérielles », et transmet l'ensemble du dossier au procureur de la République de Paris.

### Affaire de l'Union républicaine du Sénat
Dans le cadre de l'affaire de l'Union républicaine du Sénat, Henri de Raincourt est mis en examen, le 15 décembre 2016, pour « recel de détournements de fonds publics ». Mediapart avait indiqué en 2015 que Henri de Raincourt avait empoché 4 000 euros par mois de 2008 à 2011 « en plus de ses émoluments officiels », argent tiré d'« un compte confidentiel du groupe UMP situé chez HSBC », avec René Garrec et Jean-Claude Carle, ex-trésorier du groupe UMP.

## Détail des mandats et fonctions

### Mandats en cours
- conseiller municipal de Saint-Valérien.

### Anciennes fonctions sénatoriales
Henri de Raincourt fut, en tant que sénateur de l'Yonne (de 1986 à 2009 puis de 2012 à 2017) :
- secrétaire du Sénat ;
- premier vice-président du Sénat (1995) ;
- vice-président délégué du groupe UMP du Sénat (2002–2008) ;
- président du groupe UMP du Sénat (15 janvier 2008 – 7 juillet 2009) ;
- président du groupe des Républicains et indépendants du Sénat (1995–2002) ;

### Anciens mandats et fonction hors Sénat

#### Mandats locaux
- conseiller régional UMP puis LR de la région Bourgogne jusqu'en 2015 ;
- conseiller général de l'Yonne pour le canton de Chéroy (1980–2008 ) ;
- président du conseil général de l'Yonne (1992–2008 ) ;
- premier vice-président du conseil général de l'Yonne (1988–1992 ) ;
- vice-président du conseil général de l'Yonne (1982–1992 ) ;
- maire de Saint-Valérien (1977–2001 ) ;
- président du SIVOM du Gâtinais (21 novembre 1980 – 14 avril 2008 ).
- président de la communauté de communes du Gâtinais en Bourgogne du 14 avril 2008 à 2020[16] ;

#### Fonctions ministérielles
- ministre auprès du Premier ministre, chargé des relations avec le Parlement (23 juin 2009 – 13 novembre 2010 ) ;
- ministre chargé de la Coopération, auprès du ministère des Affaires étrangères et européennes (14 novembre 2010 – 10 mai 2012 ).

#### Autres fonctions
- vice-président de Démocratie libérale (1997) ;
- membre du comité exécutif de Démocratie libérale (1998-2002) ;
- janvier 2013 – 15 juin 2014 : vice-président de l'UMP .